# 木村惠司
木村 恵司（きむら けいじ、1947年（昭和22年）2月21日 - ）は、日本の実業家。三菱地所社長。埼玉県浦和市（現さいたま市）出身。

## 人物
埼玉県立浦和高等学校を経て、東京大学経済学部経営学科卒業。
1970年に三菱地所に入社。2005年から社長に、2011年から2017年まで会長を務めた。

## 略歴
- 1970年 - 東京大学経済学部卒業、三菱地所入社
- 2000年 - 取締役企画本部経営企画部長就任
- 2003年 - 取締役兼常務執行役員企画管理本部副本部長就任
- 2004年 - 専務執行役員海外事業部門担当兼ロイヤルパークホテルズアンドリゾーツ取締役社長就任
- 2005年 - 三菱地所取締役社長就任
- 2006年 - 社団法人日本ショッピングセンター協会会長就任
- 2011年 - 三菱地所取締役会長就任、一般社団法人不動産協会理事長就任
- 2012年 - 公益社団法人経済同友会副代表幹事就任
- 2013年 - 日本空港ビルディング株式会社取締役就任
- 2016年 - 国家公安委員会委員就任、浦和高校同窓会第9代会長就任
- 2017年 - 三菱地所取締役会長退任、特別顧問就任[4]
- 2018年 - 公益財団法人日本相撲協会評議員就任[5]
- 2019年 - 一般社団法人東京ビルヂング協会会長に就任[6]
- 2021年 - 国家公安委員会委員退任[7]